# Domaszék
Domaszék est une ville du comitat de Csongrád, en Hongrie.

## Villes jumelées
- Bački Vinogradi (Serbie)
- Lueta (Roumanie)
- Wolbrom (Pologne)